# Lidköping Lakers
Lidköping Lakers är en idrottsförening för amerikansk fotboll från Lidköping som spelar i Division 1 Västra. Föreningen bildades i november 1988. Lagets namn kommer från stadens läge precis vid Vänern.
1992 vann de division 2 västra efter 8 raka segrar, framför bl.a. Carlstad Crusaders, och flyttades upp till division 1. 
Där de höll sig kvar fram till 1997.
Föreningens bästa placering är andra platserna i division 1 1995 och 1996.

## Meriter
- Segrare division 2 västra 1992